# تراشه عصبی
تراشه عصبی (به انگلیسی:neurochip) یک تراشه مدار مجمتع (مانند یک ریزپردازنده) است که برای تعامل با سلول‌های عصبی طراحی شده‌است.

## نحوه تشکیل
این گونه تراشه‌ها از سیلیکون ساخته شده‌اند و گونه ای دوپ شده‌اند که حاوی EOSFET که می‌تواند فعالیت الکتریکی نورون‌ها (پتانسیل‌های عمل) را در محلول الکترولیت فیزیولوژیکی آباو استندینگ را حس کند هستند. این گونه تراشه همچنین حاوی خازن‌هایی برای تحریک الکتریکی نورون‌ها است. دانشمندان دانشکده پزشکی دانشگاه کلگری به سرپرستی دانشمند کانادایی متولد پاکستان، نووید سید، ثابت کردند می‌توان شبکه ای از سلول‌های مغزی را پرورش داد که دوباره روی یک تراشه سیلیکونی (یا مغز روی یک ریزتراشه) به هم متصل شوند. آنها همچنین فناوری را توسعه دادند که فعالیت سلول‌های مغز را می‌تواند با وضوحی که هرگز در پیشرفت‌های قبلین وجود نداشته نظارت کند.
تراشه‌های سیلیکونی جدید که با همکاری شورای ملی تحقیقات کانادا (NRC) ساخته شده‌اند و استفاده از آنها نیز ساده‌تر است، به درک آتی علم از نحوه عملکرد سلول‌های مغز در شرایط عادی کمک می‌کند و امکان کشف دارو برای انواع بیماری‌های عصبی، مانند آلزایمر و پارکینسون را فراهم می‌کند.
آزمایشگاه نووید سید سلول‌های مغز را روی یک ریزتراشه پرورش داد. فنآوری جدید او، با همکاری NRC، در اوت ۲۰۱۰ به صورت آنلاین در مجله «دستگاه‌های بیوپزشکی» منتشر شد. این فناوری اولین تراشه عصبی در جهان بود. این فناوری بر اساس آزمایش‌های قبلی نووید سید بر روی فناوری تراشه‌های عصبی است که به سال ۲۰۰۳ بازمی‌گردد پایه گرفته.
نووید سید، محقق و رئیس این مرکز می‌گوید: «این پیشرفت فنی به این معنی است که ما می‌توانیم تغییرات ظریف در فعالیت مغز را در سطح کانال‌های یونی و پتانسیل‌های سیناپسی، که مناسب‌ترین مکان‌های هدف برای توسعه دارو در بیماری‌های عصبی و اختلالات عصبی روانی هستند، ردیابی کنیم.» نووید سید عضو دپارتمان زیست‌شناسی سلولی و آناتومی و عضو انستیتوی مغز هاچ‌کیس و مشاور معاون رئیس‌جمهور کانادا در تحقیقات در زمینه مهندسی زیست پزشکی دانشگاه شیکاگو است.
این تراشه‌های عصبی جدید همچنین خودکار هستند، به این معنی که هر کسی می‌تواند یاد بگیرد که تک تک سلول‌های مغز را روی آنها قرار دهد. پیش از این سالها آموزش برای یادگیری نحوه ثبت فعالیت کانال یونی از سلول‌های مغز طول می‌کشید و تنها نظارت بر یک یا دو سلول به‌طور همزمان امکان‌پذیر بود. اکنون، شبکه‌های بزرگ‌تری از سلول‌ها را می‌توان روی یک تراشه قرار داد و با جزئیات دقیق مشاهده کرد. این قابلیت امکان تجزیه و تحلیل شبکه‌های چند سلول مغزی و انجام غربالگری دارویی در مقیاس بزرگ را برای اختلالات مختلف مغز فراهم می‌کند.
این فناوری جدید این پتانسیل را دارد که به دانشمندان در زمینه‌های مختلف و پروژه‌های تحقیقاتی مختلف کمک کند. جرالد زامپونی، محقق و رئیس دپارتمان فیزیولوژی و فارماکولوژی و عضو انستیتوی مغز هاچ‌کیس، می‌گوید: «این فناوری احتمالاً می‌تواند به‌گونه‌ای پیشرفت کند که به ابزاری جدید برای غربالگری داروها با توان متوسط تبدیل شود. علاوه بر آن این فناوری می‌تواند برای پیشرفت تحقیقات پایه زیست پزشکی مفید باشد.»
در مطالعات قبلی، محققان یک تراشه عصبی را توسعه دادند که می‌توانست مستقیماً فعالیت سلول‌های مغز را تحریک و ثبت کند. اکنون، اورلی یدید-پچت و نوید سید با موفقیت یک فناوری جدید «آزمایشگاه روی تراش» راه توسعه داده‌اند که از طریق یک جزء فوق حساس که مستقیماً روی ریزتراشه ساخته شده‌است، تصویربرداری مستقیم از فعالیت سلول‌های مغز را نیز امکان‌پذیر می‌کند.

## کاربردها
کاربردهای فعلی تحقیقات نورون است. کاربردهای آینده (هنوز در مرحله آزمایشی) ایمپلنت‌های در شبکیه چشم یا کاشت مغزی هستند.